# NGC 1341
NGC 1341 is een balkspiraalstelsel in het sterrenbeeld Oven. Het hemelobject werd op 29 november 1837 ontdekt door de Britse astronoom John Herschel. NGC 1341 maakt deel uit van de kleine Fornaxcluster, die 58 sterrenstelsels bevat.

## Synoniemen
- PGC 12911
- ESO 358-8
- MCG -6-8-20
- IRAS03260-3719
- FCC 62